# Колодязник
Колодязник — річка в Україні, у Березнівському районі Рівненської області. Ліва притока Кривухи, (басейн Прип'яті).

## Опис
Довжина річки приблизно 6,45 км, найкоротша відстань між витоком і гирлом — 4,14 км, коефіцієнт звивистості річки — 1,56. Річка формується багатьма безіменними струмками та повністю каналізована.

## Розташування
Бере початок на північно-західній околиці села Білки. Спочатку тече на північний захід, потім на північний схід через Зірне, урочище Кислий Груд і на південній околиці міста Березне впадає в річку Кривуху, ліву притоку Случі.

## Цікавий факт
- У XIX столітті на південно-західній околиці містечка Березне протікала річка Колодязник.[2]